# 켄싱턴리조트가평
켄싱턴리조트가평(켄싱턴리조트加平, Kensington Resort Gapyeong)은 대한민국 경기도 가평군에 있는 숙박 시설 및 스포츠 시설이다. 천연잔디 필드가 갖춰진 경기장은 2015년에 준공되었고, 서울 이랜드 FC의 훈련 시설로 사용되고 있다.

## 같이 보기
- 서울 이랜드 FC